# يوهانس فويجت
يوهانس فويجت هو كاتب ومؤرخ وأستاذ جامعي وسياسي ألماني، ولد في 27 أغسطس 1786 في Bettenhausen ‏ في ألمانيا، وتوفي في 23 سبتمبر 1863 في كونيغسبرغ في الإمبراطورية الروسية. انتخب عضو مجلس النواب البروسي اللوردات ‏.